# Gorgonio de Roma
Gorgonio, Gorgon o Gourgon (siglo IV - Roma, siglo IV), fue un soldado romano, martirizado durante las persecuciones de Diocleciano. Es venerado como santo por la Iglesia Católica.

## Hagiografía
Oficial de la corte de Diocleciano, se convirtió al cristianismo y se negó, como su compañero de armas, Doroteo de Nicomedia, a renunciar a su fe. Los dos fueron torturados y ejecutados a principios del siglo IV.
Sus cuerpos fueron enterrados en la necrópolis Ai due allori, a lo largo de la Via Labicana en Roma, lugar ya atestiguado desde el año 354.
A principios de la Edad Media hubo entonces confusión entre su historia y la de Gorgonio de Nicomedia.

## Veneración
El Martirologio Geronimiano, el 9 de septiembre, menciona el culto de San Gorgonio en Roma en el cementerio de Pedro y Marcelino en via Labicana: Romae via Lavicana inter duas lauros en el cementerio ejusdem natale sancti Gorgoni.
En el siglo IV el Papa Dámaso escribió versos en honor al mártir Gorgonio.
Los escritos hagiográficos se escribieron en Gorze en el último tercio del siglo X: un panegírico y los milagros.
Su memorial litúrgico cae el 9 de septiembre. Es el santo patrón de Civitella d'Agliano.
Pero fue Gorgonio mártir de Roma, y no el homónimo mártir de Nicomedia, quien disfrutó en la Edad Media de un culto tan extendido en varios lugares de Europa, donde se creía que guardaba sus reliquias: en Gorze, Cluny, Pouillon (diócesis de Reims), Rethel, Saint-Gorgon (diócesis de Soissons) y en Minden.
Una primera traslación de su cuerpo fue realizada por el obispo Crodegango de Metz, quien supuestamente recibió las reliquias del papa Paulo I: allá en Lorena hacia 765, Crodegango las llevó a la abadía de Gorze.
En el siglo XI se trasladaron de Gorze a la abadía de Saint-Arnould, también cerca de Metz.

## Topónimos
Muchos municipios franceses llevan el nombre de Saint-Gorgon (entre los que probablemente el de Morbihan en Bretaña tiene otro origen). Hay iglesias en Francia dedicadas a él, así como en Metz y Plovan.